# Liebigstraße 34 (Berlin)

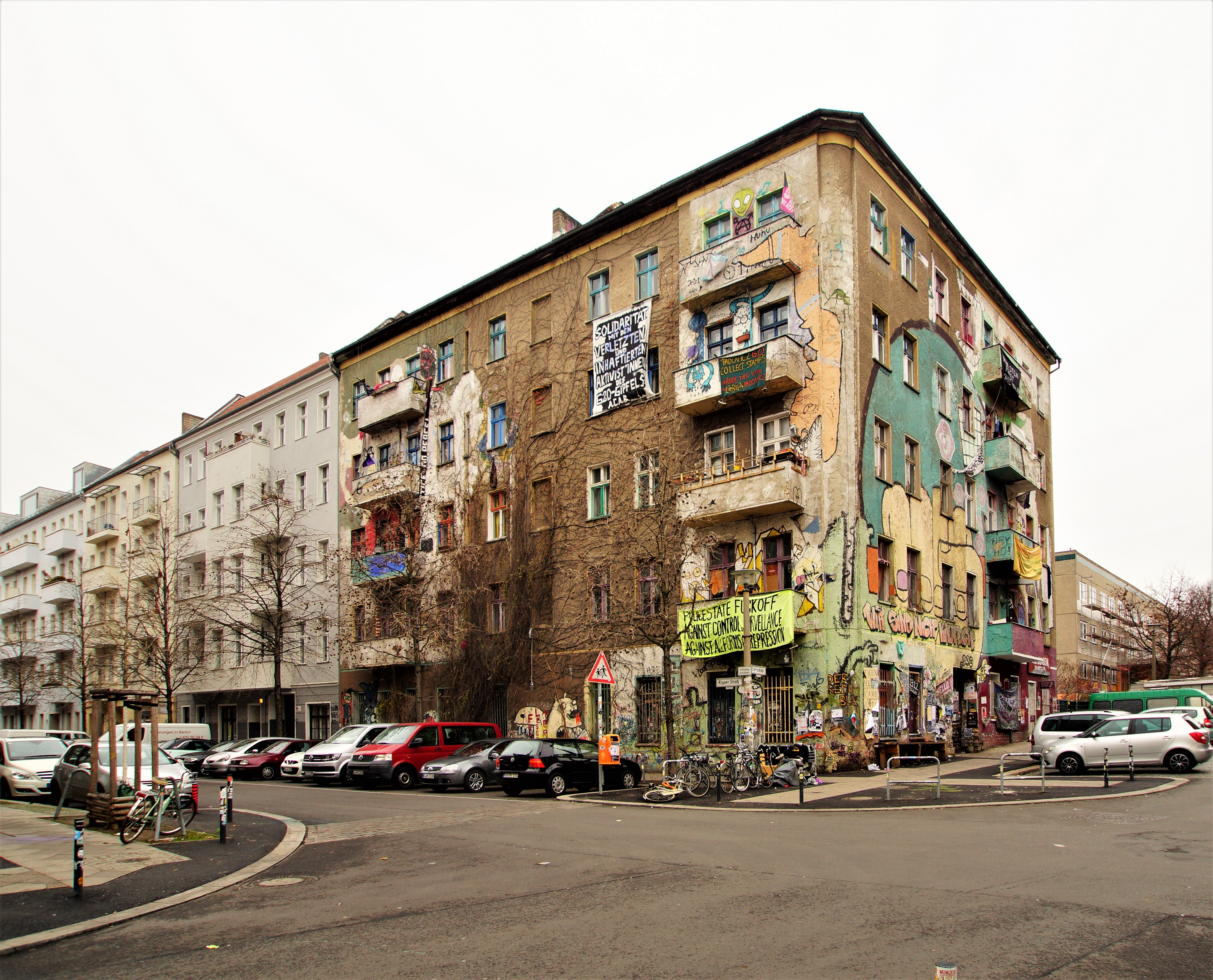
Liebigstraße 34 Ecke Rigaer Straße mit dem sogenannten Dorfplatz (Dezember 2018)

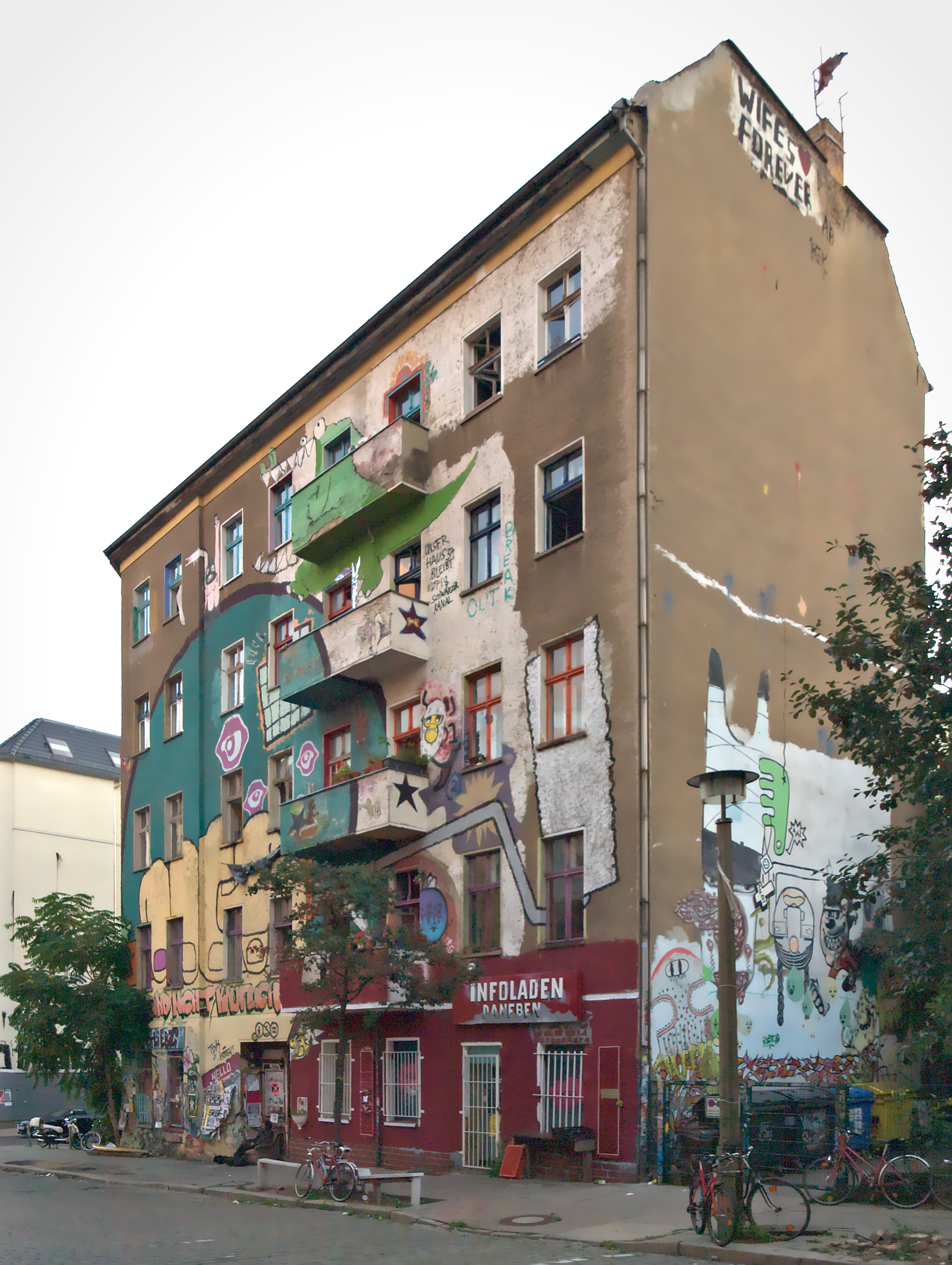
Liebigstraße 34 im Jahr 2012

Im Haus an der Liebigstraße 34 im sogenannten Nordkiez des Berliner Ortsteils Friedrichshain befand sich ein aus einer Hausbesetzung entstandenes Wohnprojekt, das als Symbol der linksradikalen Szene in Berlin galt und dessen Räumung am 9. Oktober 2020 von Protesten, Ausschreitungen und öffentlicher Aufmerksamkeit begleitet wurde.

## Geschichte
Das Eckhaus Liebigstraße 34 grenzt an die Rigaer Straße. Es handelt sich bei dem Gebäude um einen fünfgeschossigen Altbau. Innen befinden sich etwa 30 Wohneinheiten mit über 1237 Quadratmeter Wohnfläche, ein 524 Quadratmeter großes Grundstück gehört zum Objekt. Nach der deutschen Wiedervereinigung wurden in Ost-Berlin etwa 130 Häuser besetzt, darunter die Rigaer Straße 94, Rigaer Straße 95, Rigaer Straße 96, die Liebigstraße 14, Liebigstraße 15, Liebigstraße 16 und auch die Liebigstraße 34. Die Wohnverhältnisse in „Liebig 34“ wurden, wie in den meisten besetzten Häusern, nach kurzer Zeit legalisiert. Im Jahr 2008 wurde das Haus wegen Schulden der Eigentümerin, einer Erbengemeinschaft, zwangsversteigert. Der Versuch der Bewohner, das Haus zu kaufen, scheiterte. Es wurde stattdessen von dem Berliner Immobilienunternehmer Gijora Padovicz erworben. Dieser schloss einen verhältnismäßig günstigen, 10-jährigen Pachtvertrag mit den Bewohnern über den Verein „Raduga“ in Form eines Gewerbemietvertrages ab. Seit 1999 lebten ausschließlich Frauen sowie trans- und intersexuelle Menschen in dem Haus, die sich als „anarcha-queer-feministisches Hausprojekt Liebig 34“ bezeichneten.
Räumung 2020
2018 lief der auf zehn Jahre befristete Gewerbemietvertrag ab, den Mietern wurde daraufhin gekündigt. Als die Bewohner sich weigerten, das Objekt zu verlassen, folgte ein Rechtsstreit, der unter strengen Sicherheitsvorkehrungen stattfand. Am 2. Juni 2020 gab das Landgericht Berlin in Moabit der Räumungsklage des Vermieters statt.
Die bündnisgrüne Bundestagsabgeordnete Canan Bayram, die als „einflussreiche Unterstützerin“ der Hausbesetzerszene gilt, warb bei Berlins Regierendem Bürgermeister Michael Müller (SPD) und dessen Stellvertretern für die Fortdauer des Status quo: „Das Haus ist ein einzigartiger Schutzraum, ein solidarisches Zuhause.“ Nach Aussagen von Polizeibeamten hatte Bayram an jeder großen Demonstration teilgenommen und dabei „massiven Druck auf die Polizeiführung“ ausgeübt.
Am 9. Oktober wurde das Haus durch die Polizei geräumt. Bei dem Einsatz waren 1500 Beamte im Einsatz, einschließlich Hundertschaften aus Baden-Württemberg, Bayern, Nordrhein-Westfalen und der Bundespolizei. Um kurz nach 11 Uhr meldete die Polizei den erfolgreichen Abschluss der Räumung. Insgesamt 57 Personen hätten sich in dem Haus aufgehalten. Padovicz ließ das Gebäude im Anschluss an die Räumung durch Mitarbeiter eines Sicherheitsdienstes beziehen, die auch die Entrümpelung betreiben sollen. In Zukunft will er das Haus für Geflüchtete zur Verfügung stellen. Nach Recherchen des RBB handelt es sich bei diesen Vermietungen allerdings um Scheingeschäfte, welche mit betrügerischen Provisionen vermittelt werden.
Am Abend des 21. Oktober 2020 geriet vor dem Haus gelagerter Sperrmüll in Brand. Das Feuer wurde in einem umfangreichen, zweistündigen Einsatz der Feuerwehr gelöscht. Das Erdgeschoss des Gebäudes war vom Brand betroffen, umliegende Gebäude und Personen kamen nicht zu Schaden. Der polizeiliche Staatsschutz ermittelt: nach Informationen der Berliner Morgenpost gehe die Polizei von Brandstiftung aus.